# Eduardo Bonomi
Pour les articles homonymes, voir Bonomi.
Edison Eduardo Bonomi Varela, né le 14 octobre 1948 à Rocha (Uruguay) et mort le 20 février 2022, est un homme politique uruguayen, ministre de l'Intérieur de 2010 à 2020.
Il est ministre du Travail du gouvernement Vázquez de 2005 à 2009.
Élu sénateur lors des élections générales de 2009 sur la liste 609, il est membre de la direction du Mouvement de libération nationale - Tupamaros (MLN-T) et représente celui-ci au sein du Front large (coalition de gauche au pouvoir). Bonomi a par ailleurs été dirigeant du syndicat des pêcheurs.

## Biographie

### De la faculté à la prison
Eduardo Bonomi fait ses études dans le public, dans le quartier de Malvín (es) à Montevideo. Il entre à la faculté vétérinaire de l'Université de la République en 1969. L'année d'après, il rejoint la guérilla des Tupamaros, demeurant dans la semi-clandestinité entre janvier et juin 1972, date à laquelle il entre complètement dans la clandestinité. Arrêté le 21 juillet 1972, il est forcé d'abandonner ses études. En effet, il reste incarcéré durant toute la dictature, étant amnistié avec la loi du 8 mars 1985. Il est d'abord détenu dans une caserne, puis à la prison de haute sécurité de Libertad.

### Activités syndicales et politiques lors de la transition démocratique
Libre, Eduardo Bonomi vend d'abord des livres, puis travaille, à partir de mai 1985, à l'entreprise de pêche Promopes. Parallèlement, il continue à militer, étant élu au Comité central du MLN-T en 1987, puis, en 1989, de la direction provisoire du Mouvement de participation populaire (MPP). Il demeure aujourd'hui membre de la direction nationale du MPP, et représente ce dernier à la Table du Front large.
Par ailleurs, après avoir racheté l'entreprise Promopes avec d'autres membres de la coopérative en 1997, il fait face à la cessation de paiement de celle-ci provoquée par la dévaluation du réal brésilien. Il cofonde le Congrès des travailleurs de l'Industrie de la Pêche d'Uruguay, et devient membre du secrétariat exécutif du CUTIP (Congrès uruguayen des travailleurs de l'industrie de la pêche).
Il est président de la Commission des Relations de la coalition de l'EP-FA/NM (Convergence progressiste-Front large) puis nommé ministre du Travail de Tabaré Vázquez en mars 2005, avec comme sous-secrétaire Jorge Bruni. Bonomi démissionne en juillet 2009 de ce poste pour se consacrer pleinement à la campagne électorale, appuyant José Mujica. Il est remplacé au ministère par Julio Baraibar, l'ex-directeur national du Travail. Il est l'un des six sénateurs élus sur les listes du MPP (Espace 609) en octobre 2009.

## Source originale
- (es) Cet article est partiellement ou en totalité issu de l’article de Wikipédia en espagnol intitulé « Eduardo Bonomi » (voir la liste des auteurs).